# Robert Morse
Robert Morse (Newton (Massachusetts), 18 mei 1931 – Los Angeles (Californië), 20 april 2022) was een Amerikaans toneel- televisie- en filmacteur. 

## Carrière
Morse debuteerde in 1949 in het theater. In 1955 debuteerde hij op Broadway met het stuk The Matchmaker. Andere theaterstukken waarin hij meespeelde zijn onder meer Say, Darling, Take Me Along, How to Succeed in Business Without Really Trying, Sugar, So Long, 174th Street en Tru. In 1954 debuteerde hij op televisie in de serie The Secret Storm. Hij won in 1993 tijdens de 45e Primetime Emmy Awards de prijs voor beste mannelijke hoofdrol in een miniserie voor zijn rol in American Playhouse. Van 2007 tot en met 2015 speelde hij de rol van "Bert Cooper" in Mad Men waarvoor hij in 2008, 2010, 2011 en 2013 genomineerd werd voor een Emmy Award in de categorie beste mannelijke gastrol in een dramaserie.

## Filmografie
- 1954 – The Secret Storm (televisieserie)
- 1955 – Goodyear Television Playhouse (televisieserie)
- 1956 – The Alcoa Hour (televisieserie)
- 1956 – The Proud and Profane
- 1956-1957 – Matinee Theatre (televisieserie)
- 1958 – The Matchmaker
- 1959-1960 – Alfred Hitchcock Presents (televisieserie)
- 1959-1960 – Play of the Week (televisieserie)
- 1961 – Naked City (televisieserie)
- 1961 – Shirley Temple's Storybook (televisieserie)
- 1963 – The Cardinal
- 1964 – Honeymoon Hotel
- 1964 – Quick Before It Melts
- 1965 – The Loved One
- 1965 – The Red Skelton Show (televisieserie)
- 1967 – A Guide for the Married Man
- 1967 – How to Succeed in Business Without Really Trying
- 1967 – Oh Dad, Poor Dad, Mamma's Hung You in the Closet and I'm Feelin' So Sad
- 1968 – Where Were You When the Lights Went Out?
- 1968-1969 – That's Life (televisieserie)
- 1970 – The Boatniks
- 1971 – Alias Smith and Jones (televisieserie)
- 1971 – Night Gallery (televisieserie)
- 1971-1974 – Love, American Style (televisieserie)
- 1976 – The First Easter Rabbit (televisiefilm)
- 1978 – Fantasy Island (televisieserie)
- 1978 – The Stingiest Man in Town (televisiefilm)
- 1979 – Jack Frost (televisiefilm)
- 1982 – All My Children (televisieserie)
- 1982 – The Good Book (televisieserie)
- 1983 – Masquerade (televisieserie)
- 1983 – Monchhichis (televisieserie)
- 1983 – One Day at a Time (televisieserie)
- 1984 – Calendar Girl Murders (televisiefilm)
- 1984 – Tales of the Unexpected (televisieserie)
- 1984 – The Dukes of Hazzard (televisieserie)
- 1984 – The Fall Guy (televisieserie)
- 1985 – Murder, She Wrote (televisieserie)
- 1985 – The Twilight Zone (televisieserie)
- 1985 – Trapper John, M.D. (televisieserie)
- 1986 – You Again? (televisieserie)
- 1986-1987 – Pound Puppies (televisieserie)
- 1987 – Hunk
- 1987 – The Emperor's New Clothes
- 1991 – ProStars (televisieserie)
- 1992 – American Playhouse (televisieserie)
- 1992 – Tiny Toon Adventures (televisieserie)
- 1993 – Wild Palms (miniserie)
- 1994 – Aaahh!!! Real Monsters (televisieserie)
- 1995 – Here Come the Munsters (televisiefilm)
- 1997 – Rugrats (televisieserie)
- 1997 – Superman (televisieserie)
- 1997 – Union Square (televisieserie)
- 1998 – Suddenly Susan (televisieserie)
- 1998 – Why I Live at the P.O.
- 1999 – The Wild Thornberrys (televisieserie)
- 2000 – City of Angels (televisieserie)
- 2002 – It's All About You
- 2006 – I Did Not Know That (televisiefilm)
- 2007 – Jeff Ltd. (televisieserie)
- 2012 – The Man Who Shook the Hand of Vicente Fernandez
- 2007-2015 – Mad Men (televisieserie)